# سولفاتازها
سولفاتازها (انگلیسی: Sulfatases) گروهای از آنزیم‌ها از خانوادهٔ استرازها هستند که کارشان کاتالیز و هیدرولیز استرهای سولفات است. استرهای سولفات در بسیاری از مواد حیاتی همچون استروئیدها، کربوهیدرات‌ها و پروتئین‌ها دیده می‌شود. همچنین استرهای سولفاتی از انواع متفاوتی از الکل‌ها و آمین‌ها ایجاد می‌شوند که در موردِ آخر، اِن-سولفاتاز پدید می‌آید که می‌توان بدان‌ها سولفامات هم گفت.
سولفاتازها، نقش مهمی در چرخه ی سولفور در طبیعت، شکستن و هضم سلولی گلیکوزآمین‌گلیکان‌های سولفاته و گلیکولیپیدهای سولفاته و همچنین در بازسازی شکل گلیکوزامین‌گلیکان‌های سولفاته در فضای خارج‌سلولی ایفا می‌کنند.
سولفاتازها در کنار سولفوترانسفرازها، ابزار کاتالیزی بسیار مهمی در ساخت و هضم استرهای سولفاتی به‌شمار می‌آیند.